# Gerald Hartung
Gerald Hartung (* 2. Januar 1963 in Osnabrück) ist ein deutscher Philosoph.

## Leben
Gerald Hartung studierte Philosophie, Religionswissenschaft und Literaturwissenschaft an der Freien Universität Berlin. Nach dem Abschluss mit dem Grad M. A. in Philosophie (1989) war er wissenschaftlicher Mitarbeiter am Institut für Philosophie der Freien Universität Berlin (1992–1997) und am Institut für Kulturwissenschaften der Universität Leipzig (1998–2003). Im Anschluss an die Promotion in Berlin (1994) und die Habilitation in Leipzig (2002) war er Fellow am Forschungsinstitut für Philosophie Hannover (2003/2004), Gastdozent an der Humboldt-Universität zu Berlin (2004/2005), Gastprofessor am Max-Weber-Kolleg der Universität Erfurt (2006/2007) und Leiter des Arbeitsbereichs Theologie und Naturwissenschaft an der Forschungsstätte der Evangelischen Studiengemeinschaft in Heidelberg (2007–2010).
Seit 2010 ist er Professor für Philosophie an der Bergischen Universität Wuppertal mit den Schwerpunkten Kulturphilosophie und Ästhetik und Leiter des Instituts für Grundlagenforschung zur Philosophiegeschichte.

## Wissenschaftliche Arbeit
Forschungsgebiete Hartungs sind die Philosophische Anthropologie, Kulturphilosophie und Theorie der Philosophiegeschichtsschreibung sowie die Philosophie- und Wissenschaftsgeschichte des 19. und 20. Jahrhunderts. Seit 2012 ist er verantwortlicher Herausgeber des Grundriss der Geschichte der Philosophie, Die deutschsprachige Philosophie (Schwabe Verlag) in drei Bänden. Zudem ist er Herausgeber der Buchreihe New Studies in the History and Historiography of Philosophy (De Gruyter Verlag) und – gemeinsam mit Matthias Herrgen – des Jahrbuchs Interdisziplinäre Anthropologie und der gleichnamigen Buchreihe (Springer VS). Seit 2016 ist Gerald Hartung Sprecher der Arbeitsgemeinschaft Philosophische Editionen in der Deutschen Gesellschaft für Philosophie, seit 2018 Präsident des Wissenschaftlichen Kuratorium Grundriss der Geschichte der Philosophie in der Schweizerischen Akademie der Geistes- und Sozialwissenschaften (SAGW) und zudem (gemeinsam mit Laurent Cesalli, Genf) Gesamtherausgeber des Grundriss der Geschichte der Philosophie (Schwabe Verlag, Basel).

## Schriften (Auswahl)
- Der Philosoph Georg Simmel. Kulturphilosophische Studien. Alber Verlag: Freiburg/Brsg. 2020 (mit H. Koenig, T.-F. Steinbach).
- Georg Simmels Philosophie des Geldes. Reihe: Klassiker Auslegen. Bd. 71. De Gruyter: Berlin 2020 (mit T.-F. Steinbach).
- Forschungsgrundlagen Wilhelm Windelband. Felix Meiner Verlag: Hamburg 2020 (mit J. Bohr).
- Die Lebensphilosophie zwischen Frankreich und Deutschland / La philosophie de la vie entre la France et l'Allemagne. Studien zur Geschichte und Aktualität der Lebensphilosophie / Études sur l'histoire et l'actualité de la philosophie de la vie. Ergon Verlag: Baden-Baden 2019 (mit O. Agard, H. Koenig).
- Aristotelian Studies in 19th Century. De Gruyter Verlag: Berlin-Boston 2018 (mit C.G. King, C. Rapp).
- Sprach-Kritik. Sprach- und Kulturtheoretische Reflexionen im deutsch-jüdischen Kontext, Velbrück Wissenschaft, Weilerswist 2012. ISBN 978-3-942393-31-7
- Philosophische Anthropologie. Grundwissen Philosophie, Reclam, Stuttgart 2008. ISBN 978-3-15-020323-1. 2., durchgesehene und erweiterte Auflage, Reclam, Stuttgart 2018. ISBN 978-3-15-019552-9
- Das Maß des Menschen. Aporien der philosophischen Anthropologie und ihre Auflösung in der Kulturphilosophie Ernst Cassirers, Velbrück Wissenschaft, Weilerswist 2003, 2004. ISBN 978-3-938808-22-1
- Die Naturrechtsdebatte. Geschichte der Obligatio vom 17. bis 20. Jahrhundert, Alber, Freiburg 1998, Studienausgabe 1999. ISBN 978-3-495-47926-1

## Belege
1. ↑   Institut für Grundlagenforschung zur Philosophiegeschichte
2. ↑  www.interdisziplinaere-anthropologie.de
3. ↑  Deutsche Gesellschaft für Philosophie e. V.: AG philosophischer Editionen. Abgerufen am 12. Oktober 2018.

| Personendaten    | Personendaten       |
| ---------------- | ------------------- |
| NAME             | Hartung, Gerald     |
| KURZBESCHREIBUNG | deutscher Philosoph |
| GEBURTSDATUM     | 2. Januar 1963      |
| GEBURTSORT       | Osnabrück           |